# Diplomys
A Diplomys az emlősök (Mammalia) osztályának a rágcsálók (Rodentia) rendjébe, ezen belül a tüskéspatkányfélék (Echimyidae) családjába tartozó nem.

## Rendszerezés
A nembe az alábbi 3 faj tartozik:
- Diplomys caniceps Günther, 1877 - típusfaj
- sikló tüskéspatkány (Diplomys labilis) Bangs, 1901
- Diplomys rufodorsalis J. A. Allen, 1899 - szinonimája (az IUCN-ben ezen a néven található meg): Santamartamys rufodorsalis (J.A. Allen, 1899)